# Isaac Todhunter

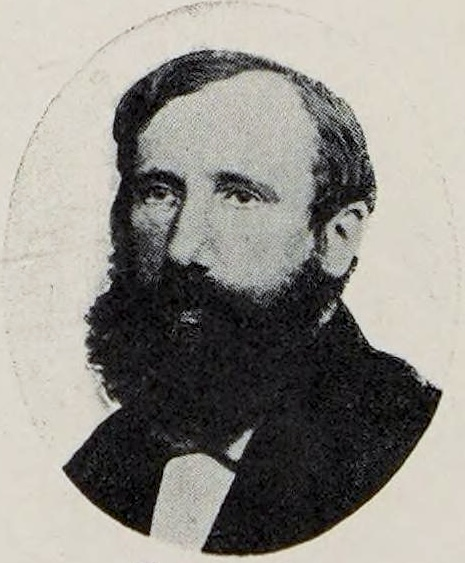
Isaac Todhunter

Isaac Todhunter (* 23. November 1820 in Rye, Sussex; † 1. März 1884 in Cambridge) war ein  britischer Mathematiker und Mathematikhistoriker.

## Leben
Todhunter war der Sohn eines Pfarrers und ging in Hastings zur Schule, wo seine Mutter nach dem Tod des Vaters 1826 eine Mädchenschule gründete. Während er gleichzeitig in Peckham unterrichtete, besuchte er Abendkurse am University College in London unter anderem bei Augustus de Morgan. 1842 machte er, gefördert durch ein Stipendium, seinen Bachelor in Mathematik an der Universität London (wo er bei de Morgan und James Joseph Sylvester studierte) und 1844 seinen Master (wobei er als Erster in den Prüfungen einen Preis gewann), während er gleichzeitig Mathematiklehrer in Wimbledon war. 1844 begann er sein Studium am St. John’s College in Cambridge, wo er 1848 Senior Wrangler bei den Tripos-Prüfungen wurde, 1848 den Smith Prize gewann und den Burney-Preis. 1849 wurde er zum Fellow gewählt und wurde Lecturer und privater Tutor an der Universität. Unter anderem waren Peter Guthrie Tait und Edward Routh (selbst später ein berühmter privater Tutor für die Tripos-Prüfungen) seine Schüler. 1862 wurde er Fellow der Royal Society (und ab 1874 in deren Council)  und 1865 war er mit de Morgan Gründungsmitglied der London Mathematical Society. Nachdem er 1864 heiratete, musste er seine Fellowship aufgeben, wurde aber 1874 Ehrenfellow des St. John’s College. 1880 schwand sein Augenlicht, und er wurde teilweise gelähmt.
Todhunter schrieb zahlreiche Lehrbücher und Geschichten der Wahrscheinlichkeitsrechnung, Variationsrechnung, Elastizitätstheorie und Potentialtheorie. Er sprach neben Latein und Griechisch mehrere moderne Sprachen (französisch, deutsch, spanisch, italienisch, russisch), Hebräisch und Sanskrit. Er verteidigte die Verwendung von Euklid als zentralen Unterrichtsstoff in Mathematik. Für seine Untersuchungen über Variationsrechnung erhielt er 1874 den Adams Prize.

## Schriften (Auswahl)
- Treatise on the Differential Calculus and the Elements of the Integral Calculus (1852, 6. Auflage, 1873)
- Treatise on Analytical Statics (1853, 4. Auflage. 1874)
- Treatise on the Integral Calculus (1857, 4. Auflage. 1874)
- Treatise on Algebra (1858,6. Auflage, 1871)
- Treatise on Plane Coordinate Geometry (1858, 3. Auflage. 1861)
- Analytic Statics (1853)
- Plane Trigonometry (1859, 4. Auflage, 1869)
- Spherical Trigonometry (1859)
- History of the Calculus of Variations (1861)
- Euclid 1862
- Theory of Equations (1861, 2nd ed. 1875)
- Examples of Analytical Geometry of Three Dimensions (1858, 3. Auflage, 1873)
- Mechanics (1867)
- Mensuration (1869)
- History of the Mathematical Theory of Probability from the Time of Pascal to that of Lagrange (1865), Archive
- Researches in the Calculus of Variations (1871)
- History of the Mathematical Theories of Attraction and Figure of the Earth from Newton to Laplace (1873)
- Elementary Treatise on Laplace’s, Lame’s and Bessel’s Functions (1875)
- William Whewell, D. D., Master of Trinity College, Cambridge: An Account of His Writings with Selections from His Literary and Scientific Correspondence. 2 Bände, Macmillan and Co., London 1876 (Band 1, Band 2).
- Natural Philosophy for Beginners (1877).
- The History of the Theory of Elasticity, 1886 (unvollendet, herausgegeben von Karl Pearson).